# Westwaggon
Vereinigte Westdeutsche Waggonfabriken, kurz Westwaggon, war ein deutsches Unternehmen zur Produktion von Eisenbahnwagen, Triebwagen und Straßenbahnwagen.

## Geschichte

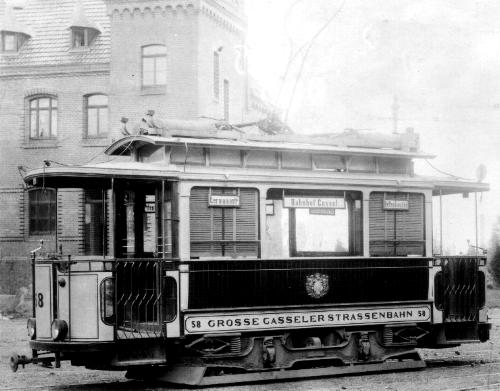
Triebwagen der Großen Casseler Straßenbahn, 1899 von van der Zypen & Charlier

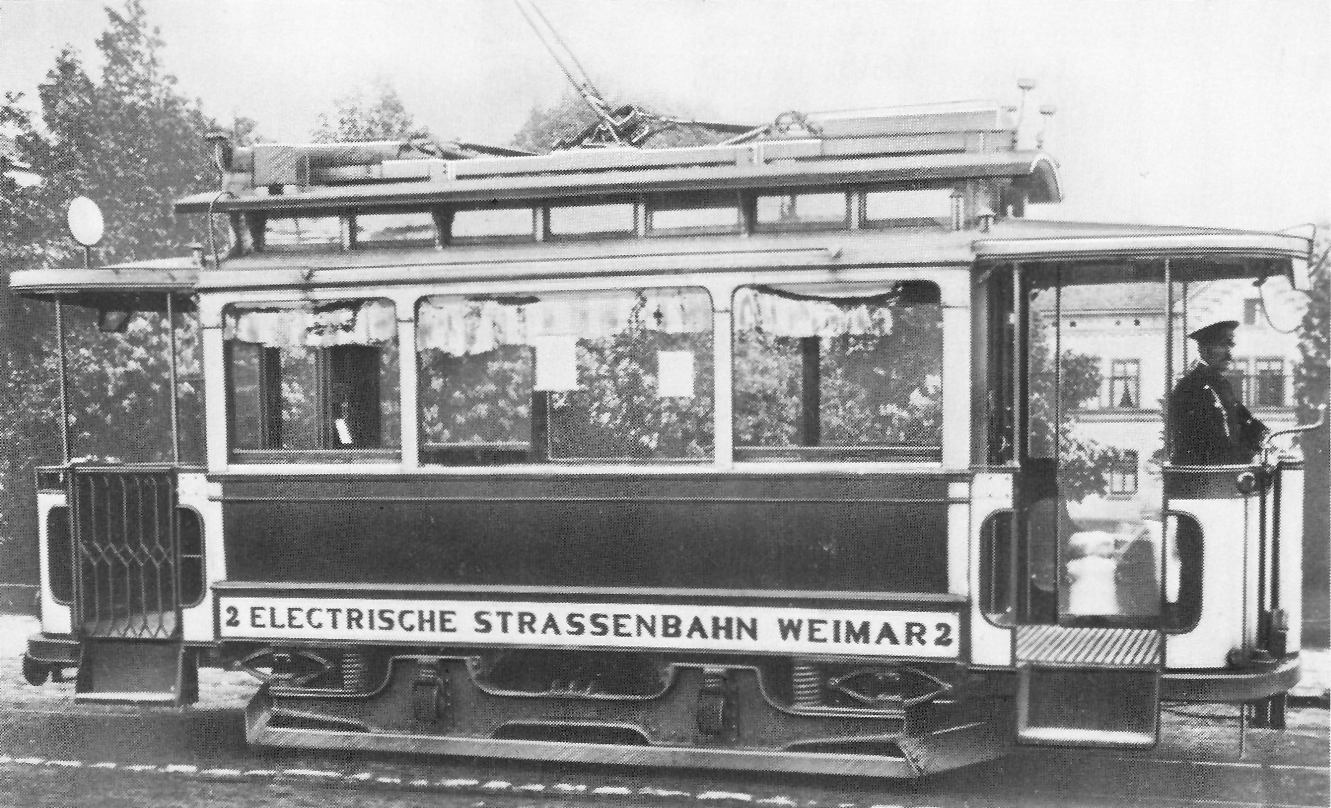
Triebwagen der Straßenbahn Weimar

Der wichtigste Vorgängerbetrieb des Unternehmens Westwaggon war Van der Zypen & Charlier.

### Van der Zypen & Charlier

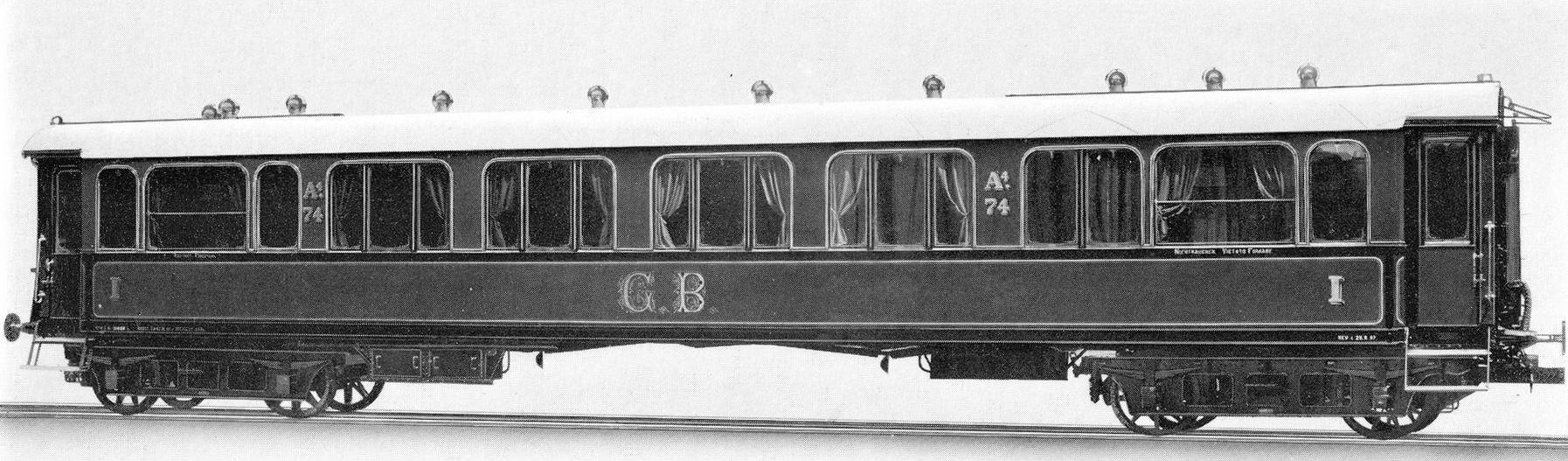
Erste-Klasse-Wagen der Gotthardbahn-Gesellschaft, Reihe 71-80, erste Ganzstahl-Reisezugwagen Europas

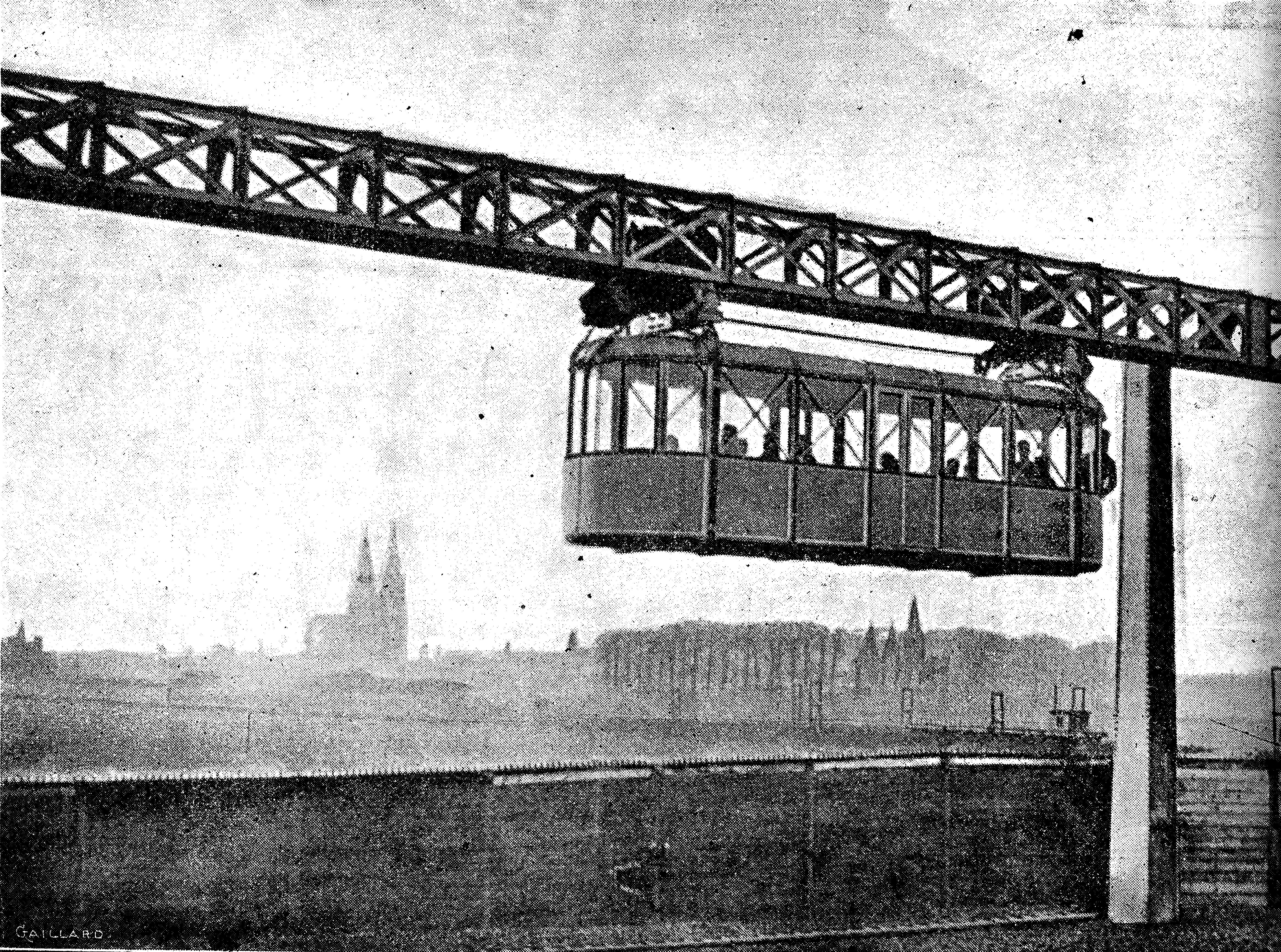
Probestrecke einer zweischienigen Hängebahn auf dem Gelände von van der Zypen & Charlier, im Hintergrund der Kölner Dom

Tropenbahn-Versuchsanordnung mit dem sogenannten Schwebefahrrad

Van der Zypen & Charlier war ein seit 1845 bestehendes Waggonbau-Unternehmen mit Betriebsitz in Mülheim, damals noch bei Köln auf der rechten Rheinseite. Gründer waren die Unternehmer Albert Charlier (1814–1894) und Ferdinand van der Zypen (1816–1863). Charlier war ein Kaufmann, der einen Eilgutdienst von Belgien nach Köln und weiter südlich betrieb. Ferdinand van der Zypen hatte in Lüttich eine Werkstatt für Postkutschen. Beide Betriebe waren durch die Konkurrenz der Eisenbahn in ihrer Existenz bedroht, so dass sich ein Zusammenschluss anbot. Van der Zypens Söhne Julius (1842–1907) und Eugen (1843–1910) führten das Unternehmen nach dem Tod des Vaters weiter.
Die Aktiengesellschaft war an vielen richtungweisenden Entwicklungen elektrischer Schienenfahrzeuge beteiligt:
- Vor 1894 baute man nach einer Konstruktion von Eugen Langen auf dem Werksgelände eine Hängebahn-Teststrecke nach Eugen Langens „erster Grundform“, bei der das Fahrzeug an der Achse eines Radsatzes hängt, dessen zwei Räder auf zwei Schienen innerhalb eines kastenförmigen Trägers laufen, was also eher dem System der H-Bahn ähnelt.[5] Albert Charlier demonstrierte Langens „zweite Grundform“ mit seinem 1895 konstruierten „Schwebefahrrad“.[6] Eugen Langens „zweite Grundform“ setzte sich bei der Wuppertaler Schwebebahn durch, deren Wagen ebenfalls von van der Zypen gebaut wurden.
- Der Bau der ersten Ganzstahl-Reisezugwagen für die Gotthardbahn erfolgte im Jahr 1896.[7]
- Zusammen mit anderen namhaften Unternehmen wurde es 1899 Mitgesellschafter der Studiengesellschaft für Elektrische Schnellbahnen (St.E.S.) und lieferte die Triebwagen für die Schnellfahrversuche, die von AEG und Siemens mit Drehstromantrieben ausgerüstet wurden. Sie erreichten jeweils Geschwindigkeiten von über 200 km/h.
- Van der Zypen & Charlier baute 1902 die ersten Fahrzeuge der U-Bahn Berlin.
- König Chulalongkorn von Siam reiste 1904 mit einem von van der Zypen & Charlier „fürstlich ausgestatteten“ Salonwagen.[8]
- Um 1910 nahm van der Zypen & Charlier die Fertigung von Pressblechteilen (unter anderem für Güterwagen-Drehgestelle) im eigenen Werk auf.[9]
- Das Unternehmen baute 1906 erste elektrische Triebwagen für die Hamburg-Altonaer Stadt- und Vorortbahn, die spätere DR-Baureihe ET 99 der S-Bahn Hamburg.
- 1922 lieferte das Unternehmen einen Probewagen für die später elektrisch betriebene Berliner S-Bahn.

Für Privatbahnen baute das Unternehmen zudem Verbrennungstriebwagen, so den VT 114 (Baujahr 1925) der Verden-Walsroder Eisenbahn. 1925 entstand ein Lastkraftwagen-Prototyp mit BMW-Motor, aber eine Serienproduktion gab es nicht.

### Westwaggon

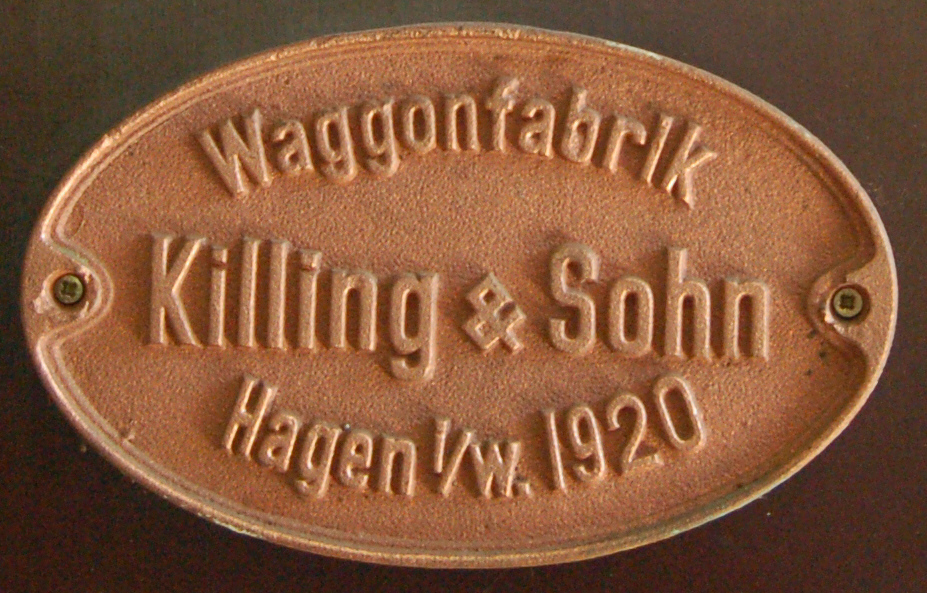
Fabrikschild von Killing & Sohn, 1920

Aktie über 1000 Reichsmark der Vereinigte Westdeutsche Waggonfabrik AG vom Oktober 1937

Nach dem Ersten Weltkrieg schrumpfte der Absatzmarkt der deutschen Eisenbahnhersteller deutlich. Das lag zum einen an der Hochinflation in Deutschland, zum anderen am zurückgegangenen Export. So kam es zur Fusion mehrerer Unternehmen zur Westwaggon.
Unter Mithilfe der Deutsche Bank AG übernahm van der Zypen & Charlier nach Auflösung der Eisenbahn-Liefergemeinschaft GmbH (Eislieg) 1927/1928 die erheblich kleineren Unternehmen Killing & Sohn in Hagen und Düsseldorfer Eisenbahnbedarf vormals Carl Weyer & Co. in Düsseldorf. Die Firma wurde dabei in Vereinigte Westdeutsche Waggonfabriken AG (kurz Westwaggon) geändert.
1928 kam die Waggonfabrik Gebrüder Gastell in Mainz-Mombach hinzu. 1930 übernahm man für ein knappes Jahrzehnt auch die Waggonfabrik Fuchs in Heidelberg, doch verkaufte man diese später an die Dillinger Hütte. Nach der Übernahme von Gastell wurden die Produktionsanlagen in Hagen und Düsseldorf geschlossen; Westwaggon produzierte nun in Köln und Mainz.
Einige herausragende Konstruktionen der Westwaggon:
- Eine weiterführende Konstruktion im Straßenbahnbau der 1930er bis 1950er Jahre war das dreiachsige Lenkgestell. Damit war es möglich, längere Fahrzeuge als die bis dahin üblichen Zweiachser zu bauen, man konnte jedoch auf die relativ schweren Drehgestelle eines Vierachsers verzichten.
- 1938 wurde der dieselgetriebene Leichtbau-Schnelltriebwagen DR 137 155 nach einem Entwurf von Franz Kruckenberg gebaut. Er erreichte auf Versuchsfahrten Geschwindigkeiten von 215 km/h, doch verhinderte der Zweite Weltkrieg eine Weiterentwicklung.
- Ab 1948/1950 entwickelte Westwaggon in Zusammenarbeit mit dem Bundesbahn-Zentralamt Minden die Reisezugwagen-Drehgestelle der Bauart Minden-Deutz.
- 1956 lieferte Westwaggon acht Doppeltriebwagen der Baureihe Z 200 an die luxemburgischen Staatseisenbahnen CFL, bis 1994 wurden die Fahrzeuge ausgemustert.

Bereits 1951 kam es zu einer engen Zusammenarbeit mit dem Kölner Motoren-, Nutzfahrzeug- und Lokomotivbauer Klöckner-Humboldt-Deutz AG (KHD), wobei es schon weit vorher engere Verbindungen zwischen van der Zypen und Deutz gab: Eugen Langen, Mitbegründer der Deutzer Motorenwerke, war gleichzeitig Ingenieur und Mitbesitzer bei van der Zypen. KHD erhöhte in den Folgejahren seine Beteiligung an Westwaggon und übernahm die Aktien 1959 komplett. Die Produktion von Schienenfahrzeugen unter der Firma Westwaggon wurde daraufhin eingestellt.

### Klöckner Humboldt Deutz (KHD)
Die Übernahme der Westwaggon im Jahr 1959 führte zu einer Produktionsverlagerung innerhalb des KHD-Konzerns: Waggonbau und Lokomotivbau wurden vollständig nach Köln verlegt, während in Mainz von nun an die Omnibusse von Magirus-Deutz gebaut wurden. Mit den Produktionsanlagen in Köln konnte KHD jetzt auch zum Bau von großen Diesellokomotiven übergehen. Bis dahin wurden nur kleinere Lokomotiven für Feld- und Grubenbahnen oder den Rangierbetrieb gebaut.
Aufgrund der Schließung vieler Straßenbahnbetriebe und des großen Erfolgs der konkurrierenden DÜWAG in den 1950er und 1960er Jahren wurde die Produktion von Straßenbahnfahrzeugen 1964 eingestellt, obwohl Westwaggon in den 1950er Jahren noch der zweitgrößte deutsche Hersteller war. 1970 endete dann auch die Produktion von Lokomotiven.
Bekannt waren von KHD auch die silberfarbenen elektrischen Leichttriebwagen der Köln-Bonner Eisenbahnen (KBE). Sie fuhren als „Silberpfeile“ auf der Rheinuferbahn in den 1960er Jahren schneller von Köln nach Bonn als die Züge der Deutschen Bundesbahn. Deren Prototyp wurde 1960 noch von KHD geliefert, die ab 1964 in Dienst gestellten Serienfahrzeuge wurden bereits von der Waggonfabrik Donauwörth hergestellt.
Dazu kamen noch Güter- und Personenwaggons, Dieseltriebwagen, U-Bahn-Wagen für Berlin und Hamburg und zahlreiche Straßenbahnwagen, die vor allem an Betriebe im Rheinland, im Ruhrgebiet und in Mainz geliefert wurden.